# Ishimpō

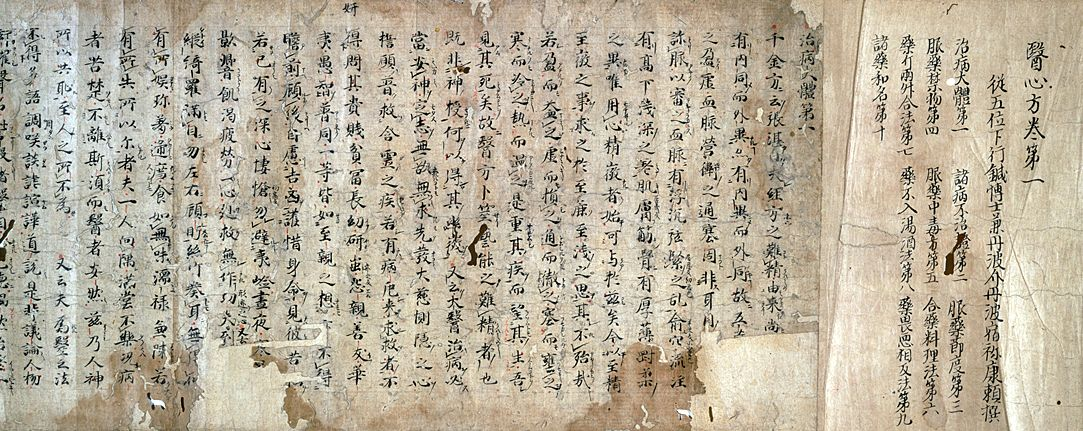
Abschrift aus dem ehemaligen Besitz der Familie Nakarai

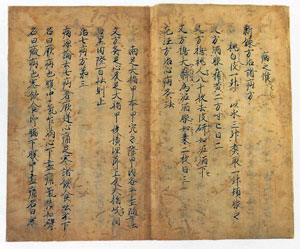
Ishimpō, Textfragment des Ninna-Tempels in Kyōto

Das Ishimpō (jap. 医心方, auch Ishinpō oder Ishinhō) ist eine von dem Arzt  Tamba no Yasuyori zwischen den Jahren 982 und 984 verfasste Schrift, die heute als ältestes japanisches Werk zur Medizin gilt.
Tamba no Yasuyori übergab die Schrift dem kaiserlichen Hof. Wahrscheinlich gelangten gelegentlich kleinere Auszüge in Umlauf, doch im Wesentlichen schlummerte der Text über Jahrhunderte hinweg in der Bibliothek des Tennō, bis er 1554 auf Anordnung des Tennō Ōgimachi dem Hofarzt Nakarai Zuisaku (半井 端策) – vermutlich zur Auswertung – überlassen wurde.
Eine Abschrift, die in der Familie Tamba verblieben war und im Laufe der Jahrhunderte über die von dieser Familie abgeleiteten Zweigfamilie Taki tradiert wurde, ging zu großen Teilen verloren. Ein weiteres umfangreicheres Fragment (Buch 1, 5, 7, 9 sowie Teile von Buch 10) hütet der Ninna-Tempel in Kyōto. Diese Version liegt nach Ansicht vieler Fachleute näher am Urtext als der Nakarai-Text.
1854 vermachte die Familie Nakarai das Werk der Tokugawa-Regierung. Heute befindet es sich im Nationalmuseum Tokio. Unter Vergleich mit den Resten im Besitz seiner Familie nahm der Hofarzt Taki Motokata (多紀 元堅) eine Rekonstruktion vor. 1860 wurde der Text erstmals in einer Holzblock-Druckausgabe allgemein zugänglich gemacht.
Die Ausgabe der Familie Nakarai und des Ninna-Tempels sind als Nationalschatz ausgewiesen.
Der in 30 Rollen (maki) gegliederte Text beruht zu großen Teilen auf den im 7. und 8. Jahrhundert verfassten chinesischen Werken Zhū bìng yuán hóu lún (chinesisch 諸病源候論 / 诸病源候论 – „Abhandlung über Ursachen und Verlauf von Krankheiten“), Bèi-jí qiān jīn yào fāng (備急千金要方 / 备急千金要方 – „Tausend Goldstück-Rezepte für Notfälle“) sowie dem  Wài-tái mì yào fāng  (外台秘要方 – „Geheime Rezepte der Kaiserlichen Bibliothek“). Doch sind darüber hinaus mehr als hundert weitere chinesische Schriften exzerpiert oder eingearbeitet. Ein Teil dieser Vorlagen ging verloren oder ist nur noch in Fragmenten erhalten. Da Vergleiche mit erhaltenen chinesischen Texten zeigten, dass Tamba no Yasunori ziemlich genau zitiert, ist das Ishimpō auch bei der Erforschung der Geschichte der chinesischen Medizin überaus hilfreich.
Infolge der breiten Nutzung des Schrifttums wirkt der nur locker systematisierte Text in weiten Teilen ziemlich eklektisch. Offensichtlich ging es dem Verfasser weniger um eine Erfassung theoretischer Konzepte der chinesischen Medizin als um Praktikabilität.
Das Ishimpō ist auch als Quelle zur Erforschung der Geschichte der japanischen Sprache von großer Bedeutung. Eine von Maki Sachiko herausgegebene neue Edition erscheint sukzessiv seit 1993 im Tokioter Verlag Chikuma Shobō. Westliche Übersetzungen gibt es nur von wenigen Teilen.
| Teil | Japanisch            | Inhalt                                            |
| ---- | -------------------- | ------------------------------------------------- |
| 01   | 治病大体             | Grundriss der Therapie von Krankheiten            |
| 02   | 鍼灸篇               | Akupunktur und Moxibustion                        |
| 03   | 風病篇               | „Wind-Leiden“                                     |
| 04   | 美容篇               | Krankheiten der Haare etc.                        |
| 05   | 耳鼻咽喉眼歯篇       | Leiden an Ohren, Nase, Hals, Augen, Nase, Zähnen  |
| 06   | 五臓六腑             | Probleme mit den Fünf Yin- und Sechs Yang-Organen |
| 07   | 性病・諸痔・寄生虫篇 | Geschlechtskrankheiten, Hämorrhoiden, Parasiten   |
| 08   | 脚病篇               | Innere Medizin (kakke)                            |
| 09   | 咳嗽篇               | Husten, Atembeschwerden                           |
| 10   | 積聚・疝か・水腫篇   | Leiden in der Bauchgegend, Ödeme                  |
| 11   | 痢病篇               | Durchfallerkrankungen                             |
| 12   | 泌尿器               | Leiden der Harnwege                               |
| 13   | 虚労篇               | Erschöpfungszustände                              |
| 14   | 蘇生・傷寒篇         | Wiederbelebung, ‚Kälte-Schäden‘                   |
| 15   | 癰疽篇               | flach- und tiefliegende Geschwüre                 |
| 16   | 腫瘤篇               | Schwellungen                                      |
| 17   | 皮膚病篇             | Hautkrankheiten                                   |
| 18   | 外傷篇               | Wunden, Frakturen                                 |
| 19   | 服石篇               | Heilmittel                                        |
| 20   | 服石篇               | Heilmittel                                        |
| 21   | 婦人諸病篇           | Frauenleiden                                      |
| 22   | 胎教篇               | Schwangerschaft                                   |
| 23   | 産科治療・儀礼篇     | Geburtshilfe, Geburtsriten                        |
| 24   | 占相篇               | Vorhersagen (Prognostik)                          |
| 25   | 小児篇               | Kinderheilkunde                                   |
| 26   | 仙道篇               | Taoistische Praktiken                             |
| 27   | 養生篇               | Gesundheitspflege                                 |
| 28   | 房内篇               | Sexuallehre, Sexualpraktiken                      |
| 29   | 中毒篇               | Vergiftungen                                      |
| 30   | 食養篇               | Diätik                                            |